# Henry Carlsson
Nils Gustav Henry Carlsson (ur. 29 października 1917 w Falköping, zm. 28 maja 1999 w Solnie) – szwedzki piłkarz, napastnik i trener.
Występował na środku ataku. W latach 1939–1948 był piłkarzem AIK Fotboll. Później grał we Francji, a w 1949 został zawodnikiem hiszpańskiego Atlético. W reprezentacji Szwecji w latach 1941–1949 zagrał 26 razy i strzelił 17 bramek. W 1948 został mistrzem olimpijskim. Z madryckim klubem zostawał mistrzem Hiszpanii w 1950 i 1951. Po turnieju wyjechał za granicę, po powrocie do ojczyzny został trenerem. Prowadził m.in. AIK.